# Armée islamique du salut
Pour les articles homonymes, voir AIS.
L'Armée islamique du salut (AIS), en arabe : الجيش الإسلامي للإنقاذ, est un groupe terroriste algérien, qui s'est opposé au gouvernement de 1993 au 13 janvier 2000. Elle est issue du Front islamique du salut (FIS) dont elle forme la branche armée, elle est souvent nommée FIS ou Front islamique du salut en raison du lien entre les deux entités.
L'Armée islamique du salut s'est formée à la suite de l'interruption du processus électoral des élections législatives algériennes de 1991, largement remportée par le Front islamique du salut. Celui-ci s'est alors mis à considérer la lutte armée comme le seul moyen de changer le pouvoir en Algérie.
Le 21 septembre 1997, le chef de l'Armée islamique du salut, Madani Mezrag (ar), dénonce les exactions du Groupe islamique armé (GIA) dans un communiqué et déclare un cessez-le-feu unilatéral et sans condition débutant le 1er octobre,. À la suite de ce cessez-le-feu, le FIS perd de son influence politique. Le 13 janvier 2000, l'AIS s'auto-dissout,.